# Myrmecophila galeottiana
Myrmecophila galeottiana là một loài thực vật có hoa trong họ Lan. Loài này được (A.Rich.) Rolfe mô tả khoa học đầu tiên năm 1917.